# Alchemilla capillacea
Alchemilla capillacea é uma espécie de rosácea do gênero Alchemilla, pertencente à família Rosaceae.